# Lieuwe van Aitzema
Lieuwe van Aitzema (ur. 19 listopada 1600 w Dokkum, zm. 23 lutego 1669 w Hadze) – holenderski dziejopis i urzędnik państwowy.

## Życie i twórczość
Pracował jako urzędnik państwowy. Przeszedł do historii dzięki sześciotomowemu dziełu, które dokumentuje powstanie niepodległego państwa holenderskiego pt. Saken van Staet en Oorlog in ende omtrent de Verenigde Nederlanden (1655). Wiele tez van Aitzema do dziś zachowało swoją uniwersalność (pomimo pewnej stronniczości), będąc obecnie jednym z ważniejszych dzieł dziejopisarstwa holenderskiego.

## Ważniejsze utwory
- Poemata Juvinilia (1617)
- Saken van Staet en Oorlog in ende omtrent de Verenigde Nederlanden
  - wyd. 1 (1655), 15-tomowe
  - wyd. 2 (1669), 6-tomowe
- Verhaal van de Nederlandsche vredehandeling en herstelde leeuw of Discours over het gepasseerde in de Verenigde Nederlanden in 't jaar 1650-1651 (1669)